# World Film Company
La World Film Company o World Film Corporation va ser una companyia productora cinematogràfica dels Estats Units fundada per Lewis J. Selznick a Fort Lee el 1914 i l'única en restar-hi durant tota la seva vida empresarial. La companyia va arribar a produir entre 1914 i 1919 al voltant de 350 curtmetratges i llargmetratges. Entre els actors i directors de la companyia es poden destacar Maurice Tourneur, Emile Chautard, Harley Knoles, Robert Warwick, Clara Kimball Young, Alice Brady, Montagu Love o June Elvidge. 

## Fundació de la companyia
El 1913 Lewis J. Selznick abandonar el seu negoci de joier per entrar en el món de la distribució cinematogràfica de la mà de la Universal de P.A. Powers i Carl Laemmle però poc temps després va ser acomiadat per aquest últim. Aleshores, l’any 1914 Selznick s’associà amb Emanuel Mandelbaum i Philip Gleichman per crear la World Special Films Corporation, com a empresa importadora de pel·lícules italianes com per exemple “Gli ultimi giorni di Pompei” (1913). El 16 de febrer d’aquell any, de la mà dels banquers de Wall Street W.A. Pratt i Van Horn Ely, van reorganitzar la companyia per tal que actués com a distribuïdora de pel·lícules independents. G.L.P. Vernom era el president i Mandelbaum i Gleichman eren els vicepresidents. El 10 de juny d’aquell any, la World va signar un acord amb la Shubert Theatrical Company que representava els interessos del director i productor teatral William A. Brady per crear una productora que filmaria les obres de teatre representades als teatres dels germans Shubert i que havien estat grans èxits.
A mitjans del 1914 Mandelbaum abandonà la companyia i Selznick va passar a ser vicepresident i director general. Selznick també negocià amb la Peerless Picture de Jules Brulatour per tal que la World distribuís les seves pel·lícules. Com a resultat, la World actuava com a distribuïdora de les productores Shubert Pictures i William A. Brady Productions dirigides per William A. Brady i la Peerless Picture de Jules Brulatour. 

## Una companyia efímera
Aquell 1914, es va produir l’incendi que acabà amb els estudis Éclair American a Fort Lee i la World va contractar molts dels actors principals de la companyia, com Alec B. Francis o Barbara Tennant que actuarien per a la Peerless. També entrarien a la Peerless diferents directors europeus que havia incorporat l’Éclair, entre els que es poden esmentar els francesos Maurice Tourneur, Léonce Perret, George Archainbaud, Émile Chautard, Albert Capellani o el suec Oscar A.C. Lund. També va aconseguir incorporar una de les estrelles del moment, Clara Kimball Young de la Vitagraph que rodaria en els estudis de la Peerless.
Durant els dos primers anys, 1914 i 1915, la companyia bàsicament va distribuir les produccions de les tres companyies així com també les pel·lícules de la California Motion Picture Corporation. A poc a poc, però, la World Film Corporation va començar a actuar com a productora sota la direcció per Brady i filmant bàsicament a l'estudi de la Peerless. El juny del 1915 Selznick va fundar l’Equitable Motion Picture Corporation i s’incorporà amb dos milions de dòlars per tal de produir dos llarmetratges i dues comèdies cada mes. Brulatour construí a Fort Lee els estudis Paragon que serien els més grans de la Costa Est dels Estats Units i que serien dirigits per Maurice Tourneur.
Sota el paraigües de la World es van fer versions cinematogràfiques de diverses obres de teatre conegudes, com “Alias Jimmy Valentine” (1915), “Across the Pacific” (1914), “After Dark” (1915), “The Boss” (1915), “Camille” (1915), “A Hungry Heart” (1917), o “The Man of the Hour” (1914). El millor director va ser Tourneur i Josef von Sternberg va treballar com a muntador de pel·lícules per a la World. Frances Marion també va aconseguir la seva primera feina com a guionista a temps complet per a la World.
El 1917, Arthur Spiegel moria i Selznick abandonava el projecte enduent-se a Clara Kimball. La Famous Players-Lasky adquirí els estudis Paragon i poc temps després William A. Brady va retornar al teatre. Per altra banda, el director més prometedor, Maurice Tourneur, abandonà la companyia per ingressar a Artcraft. El gener de 1919, la World va ser comprada per Selznick i absorbida  Lewis J. Selznick Productions.

## Selecció de pel·lícules produïdes o distribuïdes per la World
- When Broadway Was a Trail (1914)
- The Man of the Hour (1914)
- Lola (1914)
- The Brass Bottle (1914)
- Across the Pacific (1914)
- The Wishing Ring: An Idyll of Old England (1914)
- The Pit (1914)
- Uncle Tom's Cabin (1914)
- The Arrival of Perpetua (1915)
- M’Liss (1915)
- Alias Jimmy Valentine (1915)
- A Butterfly on the Wheel (1915)
- After Dark (1915)
- The Boss (1915)
- The Impostor (1915)
- The Butterfly (1915)
- The Model (1915)
- The Sins of Society (1915)
- Camille (1915)
- Life's Whirlpool (1916)
- The Ballet Girl (1916)
- Fruits of Desire (1916)
- Human Driftwood (1916)
- The Pawn of Fate (1916)
- The Yellow Passport (1916)
- The Gilded Cage (1916)
- The Perils of Divorce (1916)
- Tangled Fates (1916)
- The Heart of a Hero (1916)
- Husband and Wife (1916)
- A Woman's Way (1916)
- Friday the Thirteenth (1916)
- Miss Petticoats (1916)
- All Man (1916)
- A Girl's Folly (1917)
- The Family Honor (1917)
- The Page Mystery (1917)
- Forget-Me-Not (1917)
- The Man Who Forgot (1917)
- A Hungry Heart (1917)
- Betsy Ross (1917)
- Gates of Gladness (1918)
- The Beautiful Mrs. Reynolds (1918)
- Broken Ties (1918)
- Wanted, a Mother (1918)
- The Cross Bearer (1918)
- Leap to Fame (1918)
- Little Orphant Annie (1918)
- The Devil's Trail (1919)
- When Bearcat Went Dry (1919)